# Barajul Lugaș
Barajul Lugaș este un baraj de acumulare construit în anul 1986. Se situează în localitatea Lugașu de Jos pe cursul râului Crișul Repede.